# Ottavio Corsini
Ottavio Corsini o Ottaviano (Firenze, 12 agosto 1588 – Roma, 30 luglio 1641) è stato un arcivescovo cattolico e letterato italiano.

## Biografia
Nato a Firenze nel 1588, Ottavio era figlio di Lorenzo di Bernardo e di Marietta Rinuccini. Si laureò in diritto nel 1606 all'Università di Ingolstadt, dopo gli studi umanistici.
Si trasferì a Roma col fratello Filippo, dove iniziò la sua carriera ecclesiastica con l'appoggio della famiglia Barberini: Fu nominato da papa Paolo V chierico della Camera apostolica. A Roma frequentò gli ambienti letterari, partecipando all'incontro con Galileo Galilei assieme all'arcivescovo Piero Dini. Fece parte dell'Accademia della Crusca.
Grazie all'appoggio del cardinale Maffeo Barberini (futuro Urbano VIII), venne nominato nunzio apostolico in Francia, presso la corte di Luigi XIII nel 1621, contestualmente alla nomina ad arcivescovo titolare di Tarso. Fu consacrato dal cardinale Ottavio Bandini, coadiuvato dall'arcivescovo Volpiano Volpi e dal vescovo Innocenzo Massimo. Durante la sua nunziatura riuscì a far riprendere al re le campagne di allontanamento degli ugonotti, accontentando la Santa Sede e scongiurando un intervento francese nella Valtellina. Si oppose fermamente alla nomina cardinalizia di Armand-Jean du Plessis de Richelieu.
Ritornato a Roma, dopo aver svolto alcuni funzioni temporanee, fu nominato presidente di Romagna nel 1625 per volere di Carlo Barberini. Nel 1632 assieme a Fabio Chigi (futuro Alessandro VII) fu invitato con una commissione pontificia per salvaguardare i confini del Polesine, a causa di una disputa la Repubblica di Venezia che voleva impadronirsi del porto di Goro. Si recò dunque a Ferrara e a Comacchio e si dimise dall'incarico per problemi di salute, rimanendo nel gennaio del 1633, a Ravenna.
Morì a Roma il 30 luglio 1641 e fu sepolto nella basilica di San Giovanni Battista dei Fiorentini.

## Genealogia episcopale
La genealogia episcopale è:
- Cardinale Juan Pardo de Tavera
- Cardinale Antoine Perrenot de Granvelle
- Cardinale Francisco Pacheco de Villena
- Papa Leone XI
- Cardinale Ottavio Bandini
- Arcivescovo Ottavio Corsini